# Корретха, Алекс
А́лекс Корре́тха (Корре́джа) Вердегай (исп. Álex Corretja Verdegay, 11 апреля 1974, Барселона, Испания) — профессиональный испанский теннисист. Экс-вторая ракетка мира, двукратный финалист Открытого чемпионата Франции (1998 и 2001). Только Корретха, Доминик Хрбаты и Новак Джокович имеют положительный баланс встреч и с Рафаэлем Надалем (Корретха 2-0), и с Роджером Федерером (3-2).
Самым громким успехом Алекса стала победа на итоговом турнире года ATP Tour World Championships в 1998 году в Ганновере, где он в полуфинале сенсационно обыграл первую ракетку мира Пита Сампраса 4-6 6-3 7-63, а затем в финале сумел победить своего соотечественника Карлоса Мойю, хотя уступал 0-2 по сетам — 3-6 3-6 7-5 6-3 7-5. Таким образом, Корретха взял у Карлоса реванш за поражение в финале Открытого чемпионата Франции того же года.
В 2000 году на летних Олимпийских играх в Сиднее Корретха вместе с Альбертом Костой завоевали бронзовые медали, обыграв в матче за третье место южноафриканцев Дэвида Адамса и Джона-Лаффни де Ягера.
В 2001 году Корретха второй раз дошёл до финала Открытого чемпионата Франции, отдав до финала только два сета. В четвертьфинале Корретха обыграл 19-летнего Роджера Федерера в трёх сетах, впервые в карьере дошедшего до 1/4 финала турнира Большого шлема. В полуфинале Корретха также в трёх сетах победил француза Себастьена Грожана. В решающем матче Корретха проиграл действующему чемпиону турнира Густаво Куэртену — 7-6(7-3) 5-7 2-6 0-6.
За карьеру Корретха 5 раз доходил до финалов турниров серии Masters, выиграв турнир в Риме в 1997 году и неожиданно победив, будучи несеянным, на харде в Индиан-Уэллсе в 2000 году.

## Позиция в рейтинге в конце сезона
| Год  | Позиция |
| ---- | ------- |
| 2005 | 525     |
| 2004 | 114     |
| 2003 | 100     |
| 2002 | 19      |
| 2001 | 16      |
| 2000 | 8       |
| 1999 | 27      |
| 1998 | 3       |
| 1997 | 12      |
| 1996 | 23      |
| 1995 | 48      |
| 1994 | 22      |
| 1993 | 76      |
| 1992 | 86      |
| 1991 | 235     |

## Командные турниры

### Финалы командных турниров (2)

#### Победы (1)
| №  | Год  | Турнир       | Команда                                 | Соперник в финале                      | Счёт |
| 1. | 2000 | Кубок Дэвиса | Испания Коста,Ферреро,Балселлс,Корретха | Австралия Хьюитт,Рафтер,Столле,Вудфорд | 3-1  |

#### Поражения (1)
| №  | Год  | Турнир       | Команда                                               | Соперник в финале                                           | Счёт |
| 1. | 2003 | Кубок Дэвиса | Испания А. Корретха, Ф. Лопес, К. Мойя, Х. К. Ферреро | Австралия У. Артурс, Т. Вудбридж, М. Филиппуссис, Л. Хьюитт | 1-3  |